# Икскуль фон Гильденбанд, Карл Петрович
Барон Карл Петрович Икскуль фон Гильденбандт (Карл Александр Петер Фрайхерр фон Икскю́ль-Гилленбанд (Гюльденбанд), нем. Karl Alexander Peter Freiherr von Uexküll-Gyllenband (Güldenband); 4 января 1817, Эстляндия — 23 ноября 1894, Санкт-Петербург) — дипломат Российской империи, посол в Италии, камергер (1863), действительный тайный советник (с 1886).

## Биография
Происходил из баронского рода Икскуль фон Гильденбанд. Сын полковника Генерального штаба русской императорской армии Петра Людвиговича (Петера Густава) Икскуля фон Гильденбанда (11.05.1786—13.12.1847) и Элеоноры Клапье-де Колонг (Eleonora Barbara Clapier de Cologne; 04.11.1784—28.03.1845). Родился в имении матери Самм (нем. Samm in Kirchspiel Maholm, Wierland) в Эстляндии. В 1836 году окончил Царскосельский лицей. 

### Дипломатическая карьера
Был вторым секретарём посольств в Мюнхене и Вене, первым секретарём посольства в Неаполе (1853–1854), Копенгагене, Берлине и Вене (1855–1863), советником посольства в Австрии (1863–1869). Посланник (1869–1876), затем посол (1876–1891) в Итальянском королевстве. 
Скончался в Санкт-Петербурге. Похоронен в Ревеле.

## Награды
Российской империи:
- Орден Святой Анны 2-й степени с императорской короной (1837)
- Орден Святого Владимира 4-й степени (1852)
- Знак отличия за XX лет беспорочной службы (1858)
- Орден Святого Владимира 3-й степени (1861)
- Орден Святого Станислава 1-й степени (1868)
- Орден Святой Анны 1-й степени (1870)
- ордена Св. Александра Невского
- Бронзовая медаль «В память войны 1853—1856»

Иностранных государств:
- Черногорский «За независимость» 2-й степени (1867)
- Черногорский «За независимость» 1-й степени (1870)
- Австрийский Орден Железной короны (1870)

## Семья
С 11.01.1874 года был женат на Варваре Ивановне Лутковской. В браке имели дочь Варвару, (25.10.1874, Рим — 18.12.1937), крестница графини М. Б. Строгановой, бывшую первым браком замужем за будущим генералом от кавалерии Николаем Казнаковым.

## Источник
- Карл Петрович Икскуль фон Гильденбандт на сайте Дипломаты Российской империи
- Uexküll-Güldenband, Karl Alexander Peter Frh. v. (1817-1894) (нем.). // Baltisches Biographisches Lexikon Digital.